# Muricella grandis
Muricella grandis är en korallart som beskrevs av Nutting 1910. Muricella grandis ingår i släktet Muricella och familjen Acanthogorgiidae. Inga underarter finns listade i Catalogue of Life.